# Aurel Vainer
Aurel Vainer (n. 10 ianuarie 1932, Ștefănești, Botoșani, România – d. 31 octombrie 2021, București, România) a fost un economist român de etnie evreiască. A deținut funcțiile de președinte al Federației Comunităților Evreiești din România și vicepreședinte al Camerei de Comerț și Industrie a Municipiului București. A fost deputat în Parlamentul României, reprezentând această minoritate națională și religioasă. În 2004, a fost ales vicepreședinte al Comisiei de Politică Economică, Reformă și Privatizare din Camera Deputaților.